# 上海市气象局

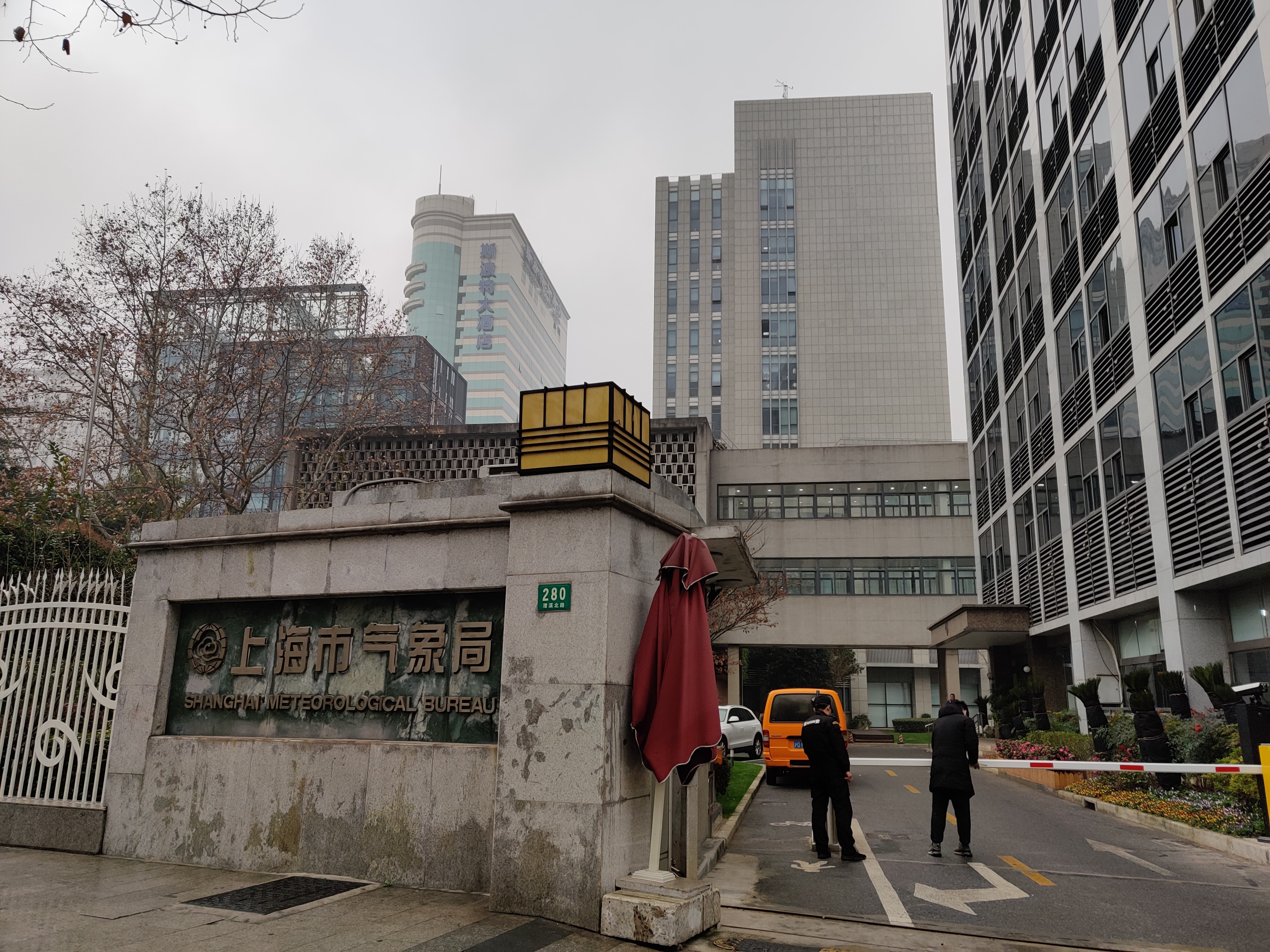
上海市气象局位于漕溪北路280号的气象大楼

上海市气象局（英語：Shanghai Meteorological Bureau），是依法根据受权履行上海市行政区域内气象工作相关政府行政职能的正厅局级事业单位，直属于副部级国务院直属事业单位中国气象局，实行接受中国气象局与上海市人民政府的双重领导、以中国气象局为主的管理体制。上海市气象局成立於1956年，内设10个处室、11个下属事业单位，局机关办公地点为徐汇区漕溪北路280号气象大楼。

## 歷史
1949年5月31日，中国人民解放军上海市军事管制委员会接管中国气象局上海气象台。1950年12月，又接管了法国天主教会的徐家汇观象台，並将徐家汇观象台与上海气象台合并。1951年1月3日，上海气象台迁入徐家汇观象台。1952年8月，上海气象台隸屬於华东军区司令部气象处。1953年8月1日，上海气象台转为上海地方政府领导。1954年1月，上海气象台更名为华东区上海海洋气象台，同年11月扩建为中央气象局上海中心气象台，隸屬於中央气象局。1956年5月，上海气象局成立，上海中心气象台則隸屬於上海气象局。而上海氣象局受中央气象局和中共上海市委、市人民委员会雙重领导。1958年8月，上海气象局撤销，上海中心气象台則隸屬於上海市人民委员会和州工上海市委农村工作部。1959年4月，上海市气象局再次恢復，同樣由上海市人民委员会和中央气象局雙重领导。1968年3月，上海市气象局革命委员会筹备小组成立。8月，上海市气象局革命委员会成立。1970年9月，上海市气象局革命委员会归中国人民解放军上海警备区和上海地方政府双重领导。1973年8月，中共上海市气象局委员会成立，並只受上海市革命委员会领导。1978年4月，上海市气象局恢復。1983年1月，上海市气象局再次受中國气象局和上海市人民政府双重领导。

## 主要职能
- 制定上海地方气象事业发展规划、计划，并负责上海行政区域内气象事业发展规划、计划及气象业务建设的组织实施；负责上海行政区域内重要气象设施建设项目的审查；对上海行政区域内的气象活动进行指导、监督和行业管理。
- 按照职责权限审批气象台站调整计划；组织管理上海行政区域内气象探测资料的汇总、分发；依法保护气象探测环境；管理上海行政区域内涉外气象活动。
- 在上海行政区域内组织对重大灾害性天气跨地区、跨部门的联合监测、预报工作，及时提出气象灾害防御措施，并对重大气象灾害作出评估，为上海市人民政府组织防御气象灾害提供决策依据；管理上海行政区域内公众气象预报、灾害性天气警报以及农业气象预报、城市环境气象预报、火险气象等级预报等专业气象预报的发布。
- 制定人工影响天气作业方案，并在上海市人民政府的领导和协调下，管理、指导和组织实施人工影响天气作业；组织管理雷电灾害防御工作，会同有关部门指导对可能遭受袭击的建筑物、构筑物和其它设施安装的雷电灾害防护装置的检测工作。
- 负责向上海市人民政府和同级有关部门提出利用、保护气候资源和推广应用气候资源区划等成果的建议；组织对气候资源开发利用项目进行气候可行性论证。
- 组织开展气象法制宣传教育，负责监督有关气象法规的实施，对违反《中华人民共和国气象法》有关规定的行为依法进行处罚，承担有关行政复议和行政诉讼。
- 统一领导和管理上海行政区域内气象部门的计划财务、机构编制、人事劳动、科研和培训及业务建设等工作；会同区县人民政府对区县气象机构实施以部门为主的双重管理；协助区县党委和人民政府做好当地气象部门的精神文明建设和思想政治工作。
- 负责华东区域灾害性天气的跨省联防、气象业务及科研开发的协作协调和技术交流协调。
- 承担中国气象局和上海市人民政府交办的其它事项。[1][2]

## 机构设置

### 内设职能处室
- 办公室（应急管理办公室）
- 应急与减灾处
- 观测与预报处
- 科技发展处 （气候变化处、发展研究室）
- 计划财务处
- 人事处
- 政策法规处（雷电防护管理办公室、行业管理处）
- 监察审计处
- 机关党委办公室（精神文明建设办公室）
- 离退休干部办公室[1]

### 事业单位
- 上海中心气象台（太湖流域气象中心）
- 中国气象局上海台风研究所
- 上海市气候中心（上海区域气候中心、上海市气候变化研究中心）
- 上海市气象信息与技术支持中心（上海市气象档案馆）
- 上海市公共气象服务中心（上海市气象信息传媒中心）
- 上海市气象科学研究所
- 上海市气象科技服务中心（上海市气象局后勤服务中心）
- 上海市防雷中心（上海市气象灾害防御工程技术中心、 上海市避雷装置监测站）
- 上海海洋中心气象台
- 上海市气象局财务核算中心
- 中国气象局上海物资管理处（上海市气象技术装备保障中心）[1]

### 区县局
- 上海市浦东新区气象局（上海市城市环境气象中心）
- 上海市宝山区气象局（宝山国家气候观象台）
- 上海市闵行区气象局（上海市卫星遥感与测量应用中心）
- 上海市嘉定区气象局
- 上海市金山区气象局
- 上海市松江区气象局
- 上海市青浦区气象局
- 上海市奉贤区气象局
- 上海市崇明区气象局[1]